# Paco Marín Andreu
Paco Marín Andreu (Barcelona, 6 de marzo de 1949) es un camarógrafo de cine español. Ha rodado más de 130 películas como camarógrafo y ha sido iluminador en TV3 durante casi 27 años.

## Biografía
Hijo de Francisco Marín Herrada, director de fotografía de películas como A tiro limpio, Paco Marín empezó a trabajar a los 13 años como aprendiz de cámara en 1965 con la película dirigida por Alfonso Balcázar, Pistoleros de Arizona, el primer spaguetti western que se rodó en los estudios Balcázar de Esplugas de Llobregat. 
Ha filmado más de 130 películas con estrellas nacionales e internacionales como Orson Welles en Tepepa (1969) o Klaus Kinski en Dos veces Judas (1969).
Trabajó en varias ocasiones con el director José Antonio de la Loma, padre del cine quinqui, destacando de entre ellas su participación en Perros callejeros (1977), Perros callejeros II: Busca y captura (1979), en ambas como ayudante de cámara, y Los últimos golpes de «El Torete» (1980), en esta última como operador de cámara.También participó en otras películas de José Antonio de la Loma como Metralleta 'Stein' (1975), La nueva Marilyn (1976), protagonizada por Ágata Lys, Las alegres chicas del Molino (1977), Nunca en horas de clase (1978) y en Escuadrón (1988), con George Kennedy, Isaac Hayes, Robert Forster y Andrew Stevens.
Ha trabajado con Antonio Isasi-Isasmendi en la película Un verano para matar, con 
Enzo Barboni en También los ángeles comen judías con Bud Spencer, con Juan Carlos Olaria en El hombre perseguido por un O.V.N.I., con Bigas Luna en Bilbao y Caniche, con Leopoldo Pomés en Ensalada Baudelaire, con Vicente Aranda en La muchacha de las bragas de oro o con Josep Antoni Salgot en Mater amatísima.

### Televisión
Durante 27 años trabajó como iluminador de TV3 en series como Secrets de família,  'Laberint d'ombres y El cor de la ciutat. Ejerció como director de fotografía y cámara y en otras series catalanas de TV3 como Tres estrellas (1987-1989) de El Tricicle, Vindrem a sopar (1990-1991) de Jaume Massó y Albert Saguer o Oh! Europa (1994) de Eduard Cortés y Joan Lluís Bozzo.

### Apariciones
Aparece en Goodbye Ringo, documental de 2018 dirigido por Pere Marzo sobre la historia de los Estudios Balcázar, Esplugas City, unos de los más prolíficos en rodajes de Spaguetti western entre los años 1964 y 1972.En el documental, Marín comparte reparto con Alberto Gadea, actor y jefe de especialistas de Estudios Balcázar, los directores Giorgio Capitani y Romolo Guerrieri, y el productor Maurizio Amati.

### Cinefórum
Desde 2023 conduce en el Centre Cívic Casa del Rellotge, el Cinefórum El Rellotge, un cineclub sobre películas españolas clásicas dirigidas por creadores como Francisco Pérez-Dolz, Francisco Rovira Beleta, Antonio Isasi-Isasmendi o José Antonio de la Loma.